# Football Manager 2018
Football Manager 2018 é um jogo eletrônico de simulação e gerenciamento de futebol desenvolvido pela Sports Interactive e publicado pela Sega. Ele foi lançado mundialmente em 10 de novembro de 2017 para Microsoft Windows, macOS e Linux. No mesmo dia, uma versão para celulares, intitulada Football Manager Mobile 2018, foi lançada para iOS e Android. Uma versão projetada para tablets, intitulada Football Manager Touch 2018 e desenvolvida pela Lab42, foi lançada para iOS e Android em 24 de novembro de 2017 e para Nintendo Switch em 13 de abril de 2018.

## Jogabilidade
Football Manager 2018 apresenta uma jogabilidade semelhante à do resto da série Football Manager. O jogo consiste em assumir o comando de um time de futebol profissional (o jogo também inclui times semiprofissionais, amadores e internacionais) como treinador do time. É possível assinar contratos com jogadores de futebol, gerenciar as finanças do clube e dar instruções aos jogadores. A série Football Manager é uma simulação de gerenciamento do mundo real, com o jogador sendo avaliado em vários fatores pelos proprietários e pela diretoria do clube, que são controlados por inteligência artificial.

## Desenvolvimento
Football Manager 2018 foi desenvolvido pela Sports Interactive e publicado pela Sega. Os primeiros detalhes dos novos recursos e atualizações ao Football Manager 2018 foram anunciados apenas no final de setembro de 2017, com as adições feitas à versão Football Manager Touch em outubro de 2017, por meio do site oficial do jogo e das redes sociais. Mudanças ao jogo incluíam elencos e uniformes atualizados e melhorias no motor de jogo, entre outros recursos. Jogadores que comprassem Football Manager 2018 em pré-venda por meio de lojas digitais aprovadas pela Sega poderiam iniciar a pré-temporada pelo menos duas semanas antes da data de lançamento oficial por meio de uma versão beta jogável. Carreiras para um jogador iniciadas na versão beta também podem ser continuadas no jogo completo.
Uma captura de tela da versão beta do jogo confirmou que a possibilidade de os jogadores assumirem-se homossexuais foi adicionada a Football Manager 2018; apenas os jogadores gerados por computador poderiam fazer isso, e não os já existentes, e essa ocorrência resultaria em uma pequena reportagem e um aumento na receita gerada.

## Recepção
Football Manager 2018 para Windows e Football Manager Touch 2018 para Nintendo Switch foram recebidos de forma "geralmente favorável" pela crítica especializada, de acordo com o agregador de críticas Metacritic.
A Eurogamer escreveu positivamente sobre o polimento do jogo no primeiro dia e as pequenas iterações feitas a partir da versão do ano anterior, afirmando que "é uma combinação de fazer bem algumas coisas novas e evitar uma longa lista de problemas anteriores do dia do lançamento que faz com que o Football Manager 2018 ganhe novamente o privilégio do tempo de um jogador veterano". A PCGamesN concedeu ao jogo uma nota nove de dez, escrevendo que "em geral, tudo isso resulta em um jogo mais sensível. Toda a profundidade está lá como antes, mas a humanidade do futebol é representada de uma maneira maior." A GamesRadar+ elogiou as melhorias feitas no motor 3D do jogo e criticou a interface do usuário e o sistema de dinâmicas. A PC Gamer afirmou que o jogo é a versão mais ambiciosa entre os últimos títulos da série. A GameSpot descreveu como o sistema de dinâmicas expande as forma com que o usuário interage com a sua equipe e elogiou as alterações ao sistema de olheiros e de informações sobre lesões, bem como as novas animações de jogadores e as melhores na inteligência artificial e no motor de jogo.

### Vendas
Em julho de 2018, a Valve anunciou que Football Manager 2018 estava entre os 100 jogos mais vendidos na Steam na primeira metade do ano. No mesmo mês, um vazamento revelou que o jogo havia sido jogado por cerca de 955 mil usuários na plataforma.